# Bibliographix
Bibliographix ist ein Literaturverwaltungsprogramm für Microsoft Windows und Linux.

## Versionen und Preisgestaltung
Bibliographix ist für die gängigen Betriebssysteme verfügbar. Während anfangs nur der Windows-Markt bedient wurde, gab es seit dem 11. September 2013 eine Version des Programms für MacOS und seit Dezember 2013 eine Linux-Version. Die aktuelle Version ist 2022.03.
Bibliographix wurde in den Vorgängerversionen 1 bis 8 in zwei Varianten angeboten:
- Bibliographix Basic: kostenlose Version. Beschränkung der Ausgabe von Literaturanhängen auf zehn Einträge, aber keine Beschränkung der Anzahl der Literaturquellen in der Datenbank.
- Bibliographix Pro: kommerzielle Version. Die Pro-Version gab es in einer lokal installierbaren Version sowie in einer zentral im Netzwerk installierbaren Fassung. Beide Fassungen erlaubten die gleichzeitige, gemeinsame Nutzung von Datenbanken in einem lokalen Netzwerk.

Seit der Version 9 gibt es nur noch jeweils eine Version. Seither ist allerdings der Support kostenpflichtig und wird nach Aufwand abgerechnet. Die Version 10 wurde als „Pay what you want“-Software verteilt. Neuere Versionen sind Open Source. Auf der Internetseite bibliographix.de wird um freiwillige finanzielle Unterstützung per PayPal gebeten.

## Funktionen
- Nachweise verschiedener Dokumenttypen (Bücher, Artikel, …) können gesammelt, verwaltet und gespeichert werden. Über die Vergabe von Schlagwörtern und Kategorien werden die Dokumente inhaltlich erschlossen.
- Links auf elektronisch verfügbare Medien können verwaltet werden.
- Bibliographix unterstützt Literaturrecherchen, indem es Onlinezugriffe auf wissenschaftliche Literaturdatenbanken (z. B. PubMed) und Bibliothekskataloge ermöglicht.
- Bibliographix kann Metadaten von Medien anhand der ISBN importieren.
- Zur Ausgabe der Nachweise kann Bibliographix mit Textverarbeitungsprogrammen verknüpft werden. So können z. B. innerhalb einer Word-Datei temporäre Quellenhinweise in den Text eingepflegt werden, welche abschließend automatisch zu einem Literaturverzeichnis zusammengeführt und an das Ende der Word-Datei angefügt werden.
- Bibliographix kennt alle gängigen Zitierrichtlinien. Eigene Zitierrichtlinien können mit einem eingebauten Editor erstellt werden.

## Berichte
- André Kramer: Frustfrei texten. In: c’t 4/2007, S. 138.
- Zitatenschatz. In: c’t 1/2003, S. 44.
- Software-Kollektion „Wissenschaft und Technik“. In: c’t 10/2009, S. 116.
- Dorothee Wiegand: Gut zitiert ist halb geschrieben. In: c’t 7/2006, S. 160.
- Eric A. Leuer: Der digitale Zettelkasten. Möglichkeiten, Nutzen und Grenzen von Bibliographix für die Geschichtswissenschaften. GRIN Verlag, München 2009, ISBN 978-3-640-49203-9.